# Egas Viegas de Penagate
Egas Viegas de Penegate foi um nobre medieval português.

## Relações familiares
Filho de Egas Gomes Pais de Penegate e de Sancha Mendes de Briteiros 